# Охріменко Костянтин Олександрович
Костянтин Олександрович Охріменко (23 лютого 1949, м. Дружківка, Донецька обл. — 5 серпня 2014, смт. Мака́рів, Київська обл.) — український інженер-механік та політичний діяч, народний депутат України II та III скликання, представник Уповноваженого Верховної Ради України з прав людини. Почесний громадянин м. Дружківка.

## Життєпис
Народився 23 лютого 1949 року в місті Дружківка Донецької області.
1964—1968 роки — учень в Дружківському машинобудівному технікумі.
У 1978 році закінчив Краматорський індустріальний інститут (нині — Донбаська державна машинобудівна академія), по спеціальності — інженер-механік, «Підйомно-транспортні машини і устаткування».
У 1983 році закінчив Вищу партійну школу при ЦК КПУ.
Був двічі одружений. Сини: Олексій та Андрій. Онуки: Ярослав, Владислав, Олександр.

### Професійна діяльність
- 1968 р. — електрозварник, наладник в Липецькому тракторному заводі.
- 1968—1971 р.р. — служба на Північному флоті.
- 1971—1978 р.р. — електрик, майстер, інженер-конструктор, старший майстер на заводі газової апаратури.
- 1978—1981 р.р. — інженер, секретар парткому на заводі «Красная Звезда», м. Дружківка.
- 1981—1983 р.р. — на партійній роботі.
- З 1983 р. — заступник начальника цеху, начальник цеху, начальник відділу, секретар парткому на Дружківському заводі металевих виробів.
- 1988—1991 р.р. — 1-й секретар у Дружківському міськкомі КПУ.
- З 1991 р. — начальник цеху, начальник відділу на Дружківськомі заводі металевих виробів.

### Політична діяльність
Народний депутат України 2 скликання з березня 1994 (1-й тур) до квітня 1998 р.р., Дружківський виборчий округ № 123, Донецька область, висунутий КПУ. Голова підкомітету з питань машинобудування і конверсії Комітету з питань базових галузей та соціально-економічного розвитку регіонів. Член фракції комуністів. На час виборів: начальник відділу зовнішньоекономічних зв'язків Дружківського заводу металевих виробів, член КПУ.
Березень 1998 — квітень 2002 р.р. кандидат від КПУ, № 79 в списку. На час виборів: народний депутат України, член КПУ. Член Комітету з питань фінансів і банківської діяльності (з липня 1998 р.); член фракції КПУ (з травня 1998 р.); член Контрольної комісії з питань приватизації (з липня 1998 р.).
Квітень 2002 р. — кандидат в народні депутати України, виборчий округ № 51, Донецька область, висунутий КПУ. За проголосувало 21.99 %, 2 з 16 претендентів. На час виборів: народний депутат України, член КПУ. Народний депутат України 3 скликання.
Помер 5 серпня 2014 року у Макарові. Похований у Києві, на Байковому кладовищі (ділянка № 33).